# Wojska (Tworóg)

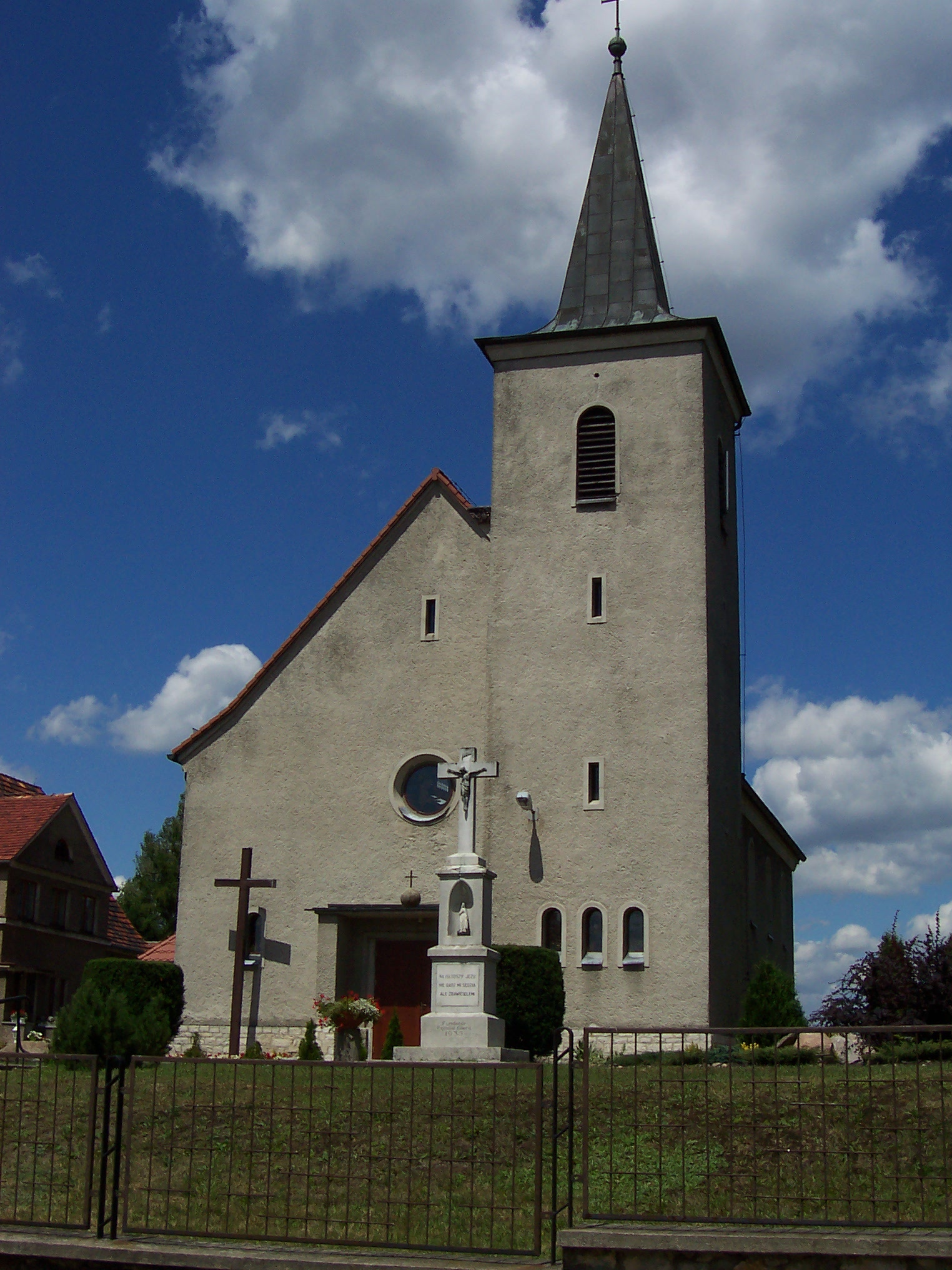
Die Kirche

Wojska (deutsch Woiska, 1936–1945 Hubertusgrund) ist eine Ortschaft in Oberschlesien. Sie liegt in der Gemeinde Tworóg (Tworog) im Powiat Tarnogórski (Kreis Tarnowitz) in der Woiwodschaft Schlesien.

## Geografie
Wojska liegt sieben Kilometer südwestlich vom Gemeindesitz Tworóg, 16 Kilometer westlich von der Kreisstadt Tarnowskie Góry (Tarnowitz) und 36 Kilometer nordwestlich von der Woiwodschaftshauptstadt Katowice (Kattowitz).

## Geschichte
Der Ort entstand im 13. Jahrhundert und wurde 1283 erstmals urkundlich erwähnt. Um 1295 folgte eine Erwähnung im Liber fundationis episcopatus Vratislaviensis (Zehntregister des Bistums Breslau) als „Woyska“. Im Jahr 1626 kaufte Johann (Jan) von Brauchitsch das Anwesen Wojska. Nach seinem Tod 1630 lebte sein Sohn Johannes (Johann II), geboren im Jahr 1590, auf Woiska.
1818 wurde der Ort als Woisko erwähnt. 1865 war der Ort in die Polizeibezirke Woisko I. und II. Anteils und Woisko III. Anteils aufgeteilt. Woisko I und II bestand aus einem Rittergut und einem Dorf. Das Rittergut gehörte einem Herrn Häusler. Das Dorf hatte 14 Gärtner und 19 Häusler. Ferner war das Dorf nach Wischnitz, Gemeinde Wielowieś, eingepfarrt und nach Langendorf eingeschult. Woisko III bestand aus einem Rittergut und einem Dorf. Das Rittergut gehörte den Herren Proske und Roß. Das Dorf hatte einen Bauernhof, 14 Gärtnerstellen, eine Häuslerstelle und sechs herrschaftliche Familienhäuser. Das Dorf war ebenfalls nach Langendorf eingeschult.
Bei der Volksabstimmung in Oberschlesien am 20. März 1921 stimmten 76 Wahlberechtigte für einen Verbleib bei Deutschland und 199 für Polen bei einer großen deutschen Mehrheit im gesamten Wahlkreis Gleiwitz. Woiska verblieb beim Deutschen Reich. 1936 wurde der Ort in Hubertusgrund umbenannt. Bis 1945 befand sich der Ort im Landkreis Tost-Gleiwitz.
1945 kam der bisher deutsche Ort unter polnische Verwaltung und wurde in Wojska umbenannt und der Woiwodschaft Schlesien angeschlossen. 1950 kam der Ort zur Woiwodschaft Kattowitz. 1999 kam der Ort zum wiedergegründeten Powiat Tarnogórski und zur neuen Woiwodschaft Schlesien.

## Sehenswürdigkeiten
- Moderne katholische Kirche aus den 1930ern

## Wappenbeschreibung
Das Wappen zeigt eine Sense zwischen acht Getreideähren. Das Wappen weist auf den landwirtschaftlichen Charakter des Ortes hin.

## Persönlichkeiten
- Hermann von der Heyde (* 1857 in Woiska; † 1942 in Bad Homburg vor der Höhe), preußischer Generalleutnant im Ersten Weltkrieg